# (9449) Петрбонды
(9449) Петрбонды (лат. Petrbondy) — астероид главного пояса, который был открыт 4 ноября 1997 года чешским астрономом Ленкой Котковой в обсерватории Ондржеёв и назван в честь Петра Калаша, лидера пражской группы Бойскаутов Maják («Маяк»), который имел прозвище «Bondy».